# Maccabi Tel Aviv B.C. 2005-2006
Questa voce raccoglie le informazioni riguardanti il Maccabi Tel Aviv B.C. nelle competizioni ufficiali della stagione 2005-2006.

## Stagione
La stagione 2005-2006 del Maccabi Tel Aviv B.C. è la 52ª nel massimo campionato israeliano di pallacanestro, la Ligat ha'Al.

## Roster
Aggiornato al 9 dicembre 2021
| Maccabi Elite Tel Aviv 2005-06 | Maccabi Elite Tel Aviv 2005-06 |
| Giocatori                      | Staff tecnico                  |
| ------------------------------ | ------------------------------ |

| N. | Naz.                                        | Ruolo | Nome              | Anno | Alt.   | Peso   |  |
| -- | ------------------------------------------- | ----- | ----------------- | ---- | ------ | ------ |  |
| 4  | Israele (bandiera)                          | G     | Regev Fanan       | 1981 | 183 cm |        |  |
| 5  | Stati Uniti (bandiera)                      | AC    | Maceo Baston      | 1976 | 208 cm | 104 kg |  |
| 6  | Stati Uniti (bandiera) · Israele (bandiera) | PG    | Derrick Sharp (C) | 1971 | 183 cm | 84 kg  |  |
| 7  | Croazia (bandiera)                          | C     | Nikola Vujčić     | 1978 | 211 cm | 108 kg |  |
| 8  | Stati Uniti (bandiera)                      | GA    | Anthony Parker    | 1975 | 198 cm | 98 kg  |  |
| 10 | Israele (bandiera)                          | G     | Tal Burstein      | 1980 | 198 cm | 95 kg  |  |
| 11 | Israele (bandiera)                          | A     | Sharon Shason     | 1978 | 206 cm |        |  |
| 12 | Israele (bandiera)                          | G     | Assaf Dotan       | 1974 | 194 cm |        |  |
| 14 | Israele (bandiera)                          | AG    | Omri Casspi       | 1988 | 205 cm | 98 kg  |  |
| 15 | Stati Uniti (bandiera)                      | P     | Will Solomon      | 1978 | 187 cm | 82 kg  |  |
| 20 | Nuova Zelanda (bandiera)                    | G     | Kirk Penney       | 1980 | 195 cm | 96 kg  |  |
| 23 | Stati Uniti (bandiera)                      | AG    | Jamie Arnold      | 1975 | 203 cm | 104 kg |  |
| 41 | Israele (bandiera)                          | C     | Yaniv Green       | 1980 | 206 cm | 110 kg |  |

| Allenatore                                                        |
| - Pini Gershon                                                    |
| Assistente/i                                                      |
| - Dan Shamir Legenda - (C) Capitano - (IN) Inattivo - Infortunato |

## Mercato

### Sessione estiva
| Acquisti | Acquisti      | Acquisti           | Acquisti   | Acquisti |
| R.       | Nome          | da                 | Modalità   |          |
| -------- | ------------- | ------------------ | ---------- | -------- |
| G        | Kirk Penney   | Asheville Altitude | definitivo |          |
| AG       | Jamie Arnold  | Joventut Badalona  | definitivo |          |
| P        | Will Solomon  | Efes Pilsen        | definitivo |          |
| A        | Sharon Shason | Ural Great Perm'   | definitivo |          |

| Cessioni | Cessioni             | Cessioni          | Cessioni       | Cessioni |
| R.       | Nome                 | a                 | Modalità       |          |
| -------- | -------------------- | ----------------- | -------------- | -------- |
| AG       | Gur Shelef           | Anversa Giants    | fine contratto |          |
| AG       | Deon Thomas          | G.S. Larissa      | fine contratto |          |
| G        | Yotam Halperin       | Olimpija Lubiana  | fine contratto |          |
| P        | Šarūnas Jasikevičius | Indiana Pacers    | fine contratto |          |
| AG       | Nestoras Kommatos    | Fortitudo Bologna | fine contratto |          |